# Hernando de Ávila
Hernando de Ávila est un peintre et enlumineur espagnol de Philippe II, né vers 1538, et mort en 1595.
Il est le fils de Lorenzo de Ávila et a été actif au milieu du XVIe siècle.

## Biographie
Il a été l'élève de son père et, d'après Juan Agustín Ceán Bermúdez, de Francisco Comontes.
Entre 1560 et 1565 il a travaillé avec son beau-frère, le peintre Luis de Velasco, et a réalisé, entre autres œuvres, le retable d'El Casar de Escalona.
Le 10 février 1565, le chapitre de la cathédrale de Tolède l'a désigné pour travailler comme illustrateur, et a développé son activité dans le diocèse jusqu'en 1579.
Il a peint dans la cathédrale des panneaux d'un retable collatéral de la chapelle de la torre représentant saint Jean-Baptiste et l' Adoration des rois, qui ont été achevés en 1568 d'après l'évaluation de Nicolás de Vergara.
Comme peintre de l'archevêché, il a peint à Tolède, en 1569, le retable de l'église San Martín et le retable de l'Encarnation dans l'église de Santo Tomé, en 1573, ainsi que des retables dans les églises paroissiales dans les autres localités du diocèse, comme Lillo et Villaluenga de la Sagra où il se montre un peintre maniériste avec les influences de Juan Correa de Vivar, Blas de Prado et de son beau-frère.
D'après Ceán Bermúdez, il a réalisé le retable du maître-autel des religieuses de Santo Domingo el Antiguo en 1576, pour lequel il est payé 1 700 maravedís, dont le plan a été attribué par Antonio Palomino au Greco.
En 1573 il est à Madrid où il collabore en 1574 avec Alonso Sánchez Coello, avec lequel il a travaillé en étroite amitié sur le retable de l'église disparue de la Victoria et de la basilique de Colmenar Viejo.
En 1584 il est intégré dans le groupe des illustrateurs travaillant à l'Escurial avec le titre de « peintre de Sa Majesté » qui a été transmis à son fils Alonso de Ávila, peintre mal connu. Il a continué à avoir des contacts avec Tolède car en janvier 1586 il va y évaluer avec Miguel Barroso le tableau Nuestra Señora, San Antonio y San Blas du cloître de la cathédrale de Tolède, peint par Luis de Velasco.
En 1591 il a présenté un projet de peinture et de dorure de la salle des Rois et le Cuarto del Cierzo de l'Alcazar de Ségovie. Philippe II lui a demandé de concevoir les statues des rois des Asturies, de León et de Castille. La série des rois commencée avec Alphonse X le Sage a été complétée jusqu'à Henri IV dont il a exécuté la polychromie avec ses ouvriers et ses apprentis.
Philippe II le charge en plus de réaliser les illustrations du Libro de retratos , letreros e insignias reales de los reyes de Oviedo, León y Castilla, qui est probablement son dernier travail et l'unique témoignage restant de la décoration de cette salle qui a été détruite en 1860 à la suite de l'effondrement de son plafond. Le livre est conservé au musée du Prado et comprend 77 folios.
Hernando de Ávila est mort en mars 1595 à Madrid. Il a été enterré dans la paroisse de San Sebastián.
Il a aussi écrit un Libro del arte de la pintura aujourd'hui perdu dont son contemporain, Diego de Villalta, a affirmé dans son traité De las estatuas antiguas (1590) qu'il y avait rassemblé des notices et des œuvres des plus grands peintres de l'époque.

## Source de la traeduction
- (es) Cet article est partiellement ou en totalité issu de l’article de Wikipédia en espagnol intitulé « Hernando de Ávila » (voir la liste des auteurs).